# FISワールドカップ・グランドファイナル
FISワールドカップ・グランドファイナルは、国際スキー連盟(FIS)が主催するアルペンスキー、ノルディックスキー、テレマークスキー、フリースタイルスキー、スノーボードのワールドカップの最終戦を密集したエリアに集めて行うものである。

## 概要
| 偶数年 | オリンピック       |
| 奇数年 | 世界選手権         |
| 偶数年 | グランドファイナル |
| 奇数年 | 世界選手権         |
| 偶数年 | オリンピック       |

オリンピックが4年に1度開催され、その前後の年に世界選手権があるが、オリンピックの中間年はワールドカップ以外には大きな大会が無い年になっていた。2000年より、この空白の年にスーパーファイナルと称して各ワールドカップの最終戦を密集したエリアで行うイベントが始められた。2008年からは名称が変更され、グランドファイナルと呼ばれる。表彰式は全ての競技の総合3位までの選手が集められて大規模に行われ、各スキー競技のチャンピオンが一堂に会するイベントとなる。

## 大会

### 第1回
2000年の3月15日から3月19日の5日間にわたってイタリアのソンドリオ県にて開催された。会場は2つに分かれ、ボルミオでクロスカントリーとアルペンが、リヴィーニョでフリースタイル、スノーボード、テレマークがそれぞれ行われた。
- ボルミオ
  - アルペン - 滑降、回転、大回転、スーパー大回転
  - クロスカントリー - クラシカル、パシュート
- リヴィーニョ
  - フリースタイル - エアリアル、モーグル、デュアルモーグル
  - スノーボード - パラレル回転、大回転、スノーボードクロス、ハーフパイプ
  - テレマーク - スプリント、クラシック

### 第2回
2004年の3月10日から3月14日の5日間にわたって、再びイタリアのトリノ県にて開催された。会場は2年後に控えたトリノオリンピックと同じ会場でそれぞれの競技が行われ、セストリエーレでアルペンが、プラジェラートでクロスカントリーが、サウゼ・ドゥルクスでフリースタイルが、バルドネッキアでスノーボードが行われた。
- セストリエーレ
  - アルペン - 滑降、回転、大回転、スーパー大回転
- プラジェラート
  - クロスカントリー - スプリント、フリー
- サウゼ・ドゥルクス
  - フリースタイル - エアリアル、モーグル、スキークロス
- バルドネッキア
  - フリースタイル - ハーフパイプ
  - スノーボード - パラレル大回転、スノーボードクロス、ハーフパイプ、ビッグエア

### 第3回
2008年の3月10日から3月16日の7日間にわたって、3回連続でイタリアのソンドリオ県にて開催された。会場は2つに分かれ、第1回と同じボルミオでクロスカントリーとアルペンが、ヴァルマレンコでフリースタイルとスノーボードがそれぞれ行われた。
- ボルミオ
  - アルペン - 滑降、回転、大回転、スーパー大回転
  - クロスカントリー - フリー、パシュート
- ヴァルマレンコ
  - フリースタイル - モーグル、スキークロス、ハーフパイプ
  - スノーボード - パラレル大回転、スノーボードクロス、ハーフパイプ、ビッグエア